# Dżazirat Suhajl

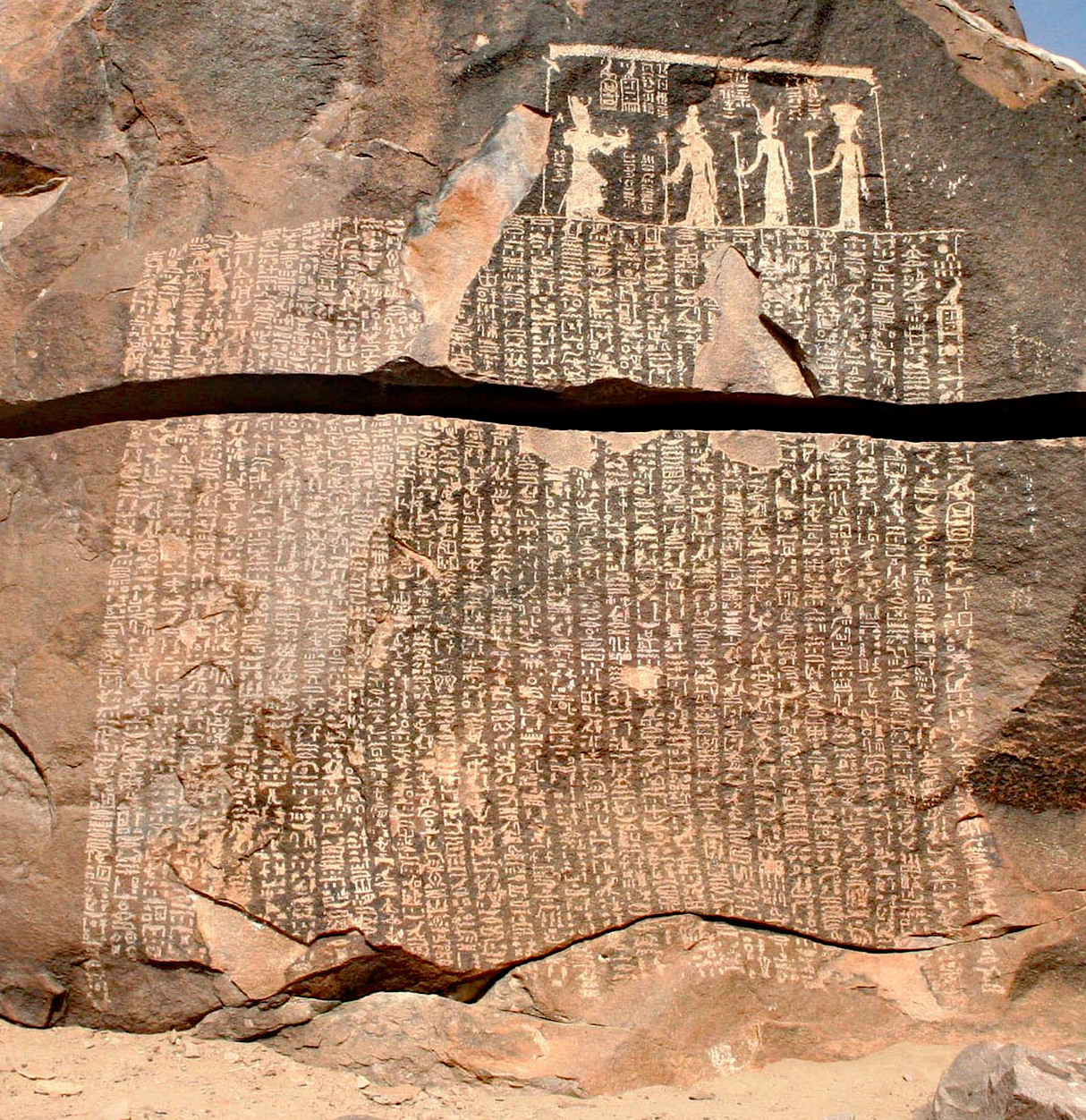
Stela z wyspy Sehel

Dżazirat Suhajl (Sehel, ar. جزيرة سهيل) – wyspa na Nilu na południe od Asuanu w południowym Egipcie.
W starożytności była ośrodkiem kultu bogini Anuket, córki boga Chnuma. Wyspa jest znana z powodu licznych inskrypcji, datowanych od okresu Średniego Państwa do czasów ptolemejskich, pozostawionych na jej bazaltowych skałach w liczbie ponad 250 przez starożytnych podróżnych odwiedzających okolice Asuanu. Najsłynniejszym zabytkiem jest Stela Głodu, pochodząca z okresu rządów Ptolemeusza V.
Obecnie wyspa jest często odwiedzana przez turystów, którzy docierają do niej tradycyjnymi, egipskimi łodziami żaglowymi – felukami.